# Affaire Johnson contre McIntosh
 (décembre 2012).
Si vous disposez d'ouvrages ou d'articles de référence ou si vous connaissez des sites web de qualité traitant du thème abordé ici, merci de compléter l'article en donnant les références utiles à sa vérifiabilité et en les liant à la section « Notes et références ».
L'affaire Johnson contre McIntosh a établi, par la décision, rendue en 1823 par le président de la Cour Suprême des États-Unis, le principe de la souveraineté (« sovereignty ») des États-Unis sur son territoire au nom du « droit de découverte » des nations européennes, supérieur au « droit d'occupation » des autochtones. 
En effet, dans cette décision, les preneurs à bail de Thomas Johnson ont été déboutés, au motif que celui-ci avait acheté sa propriété en 1773 et 1775 à des tribus Piankeshaw, alors que le défenseur, William M'Intosh (prononcer « McIntosh »), négociant en fourrures, avait ultérieurement obtenu une concession de ce même terrain (comme l'a en tous cas considéré le tribunal) du gouvernement fédéral des États-Unis.